# Euryglossa rhodochlora
Euryglossa rhodochlora är en biart som beskrevs av Cockerell 1914. Euryglossa rhodochlora ingår i släktet Euryglossa och familjen korttungebin. Inga underarter finns listade i Catalogue of Life.

## Bildgalleri

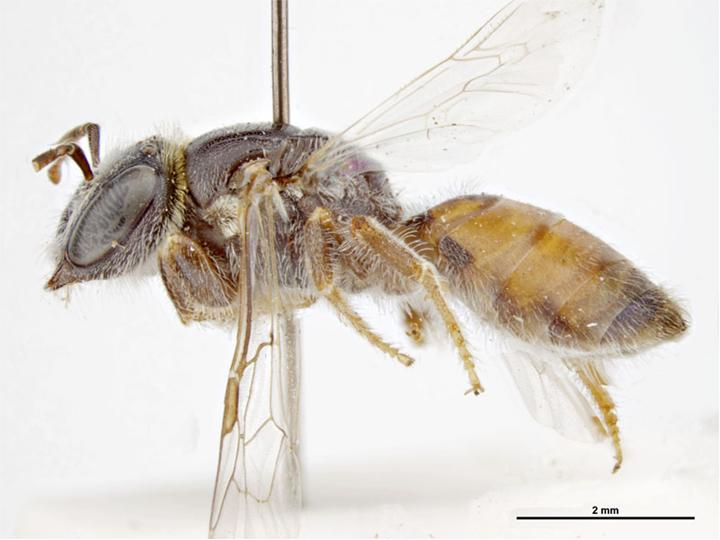
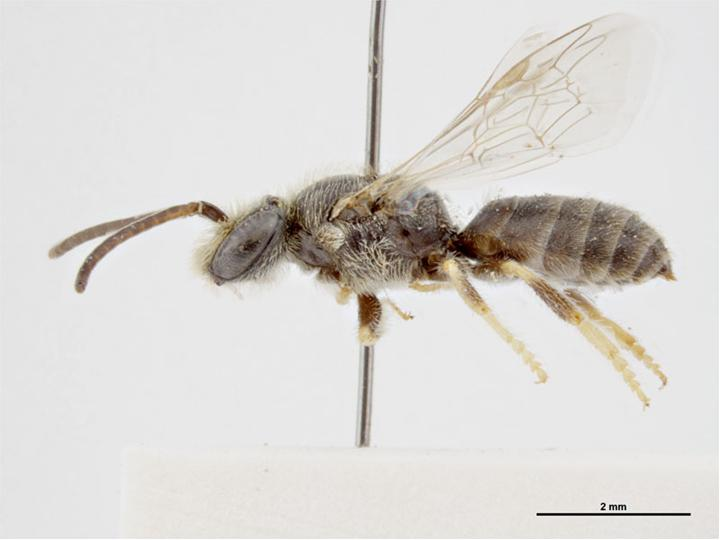